# 上中勇樹
上中 勇樹（うえなか ゆうき、1993年12月5日 - ）は、フジテレビのアナウンサー。大阪府出身。

## 経歴・人物
近畿大学附属高等学校、専修大学卒業。学生時代はボランティア活動に尽力した。
大学在学中には、アナウンススクール「山本勉強会」や「専修大学アナウンサー講座」に通っていた。
2016年入社。同期入社には鈴木唯、堤礼実、永尾亜子（2022年7月1日に広報局 広報宣伝部へ異動、同年秋に退社）、藤井弘輝がいる。フジテレビのほか、広島ホームテレビにも内定していた。
数学検定2級、漢字検定2級、スキューバダイビングライセンス、裏千家初級の資格を所持している 。
趣味は旅、映画鑑賞、節約。
入社時からスポーツ中継を担当しているが、野球については詳しくなく、実況中の言い間違いをバラエティ番組で取り上げられたこともある。2020年7月4日の「SWALLOWS BASEBALL L!VE 2020 東京ヤクルトスワローズvs横浜DeNAベイスターズ 〜神宮球場」（フジテレビONE）で実況を担当した際には、ダブルプレーのことを「ダブルアウト」と言ったり、当時の国吉佑樹の防御率（4.91）を「4割9分1厘」と間違えて表現するなど野球用語を誤用した発言や、ボールカウントやアウトカウントを勘違い、あるいは無視した発言を繰り返したため、解説者として同席していた大矢明彦を困惑させた。この試合を境に、野球中継の実況の担当からは外れている。

## 出演番組
レギュラー出演番組・キャスター名（地上波）
| 期間                    | 期間   | 月曜日                                         | 火曜日                                                                   | 水曜日                                           | 木・金曜日                                       | 土曜日                                 | 日曜日                                 |
| ----------------------- | ------ | ---------------------------------------------- | ------------------------------------------------------------------------ | ------------------------------------------------ | ------------------------------------------------ | -------------------------------------- | -------------------------------------- |
| 2017.4                  | 2017.9 | （なし）                                       | （なし）                                                                 | （なし）                                         | （なし）                                         | みんなのニュースweekend サブキャスター | みんなのニュースweekend サブキャスター |
| 2017.10                 | 2018.3 | めざましテレビアクア ニュースキャスター        | めざましテレビアクア ニュースキャスター                                  | めざましテレビアクア ニュースキャスター          | （なし）                                         | （なし）                               | みんなのKEIBA 実況リポーター           |
| 2018.4                  | 2018.9 | （なし）                                       | （なし）                                                                 | （なし）                                         | （なし）                                         | （なし）                               | みんなのKEIBA 実況リポーター           |
| 2018.10                 | 2019.3 | プライムニュース イブニング フィールドキャスタ | プライムニュース イブニング フィールドキャスタノンストップ! プレゼンター | プライムニュース イブニング フィールドキャスター | プライムニュース イブニング フィールドキャスター | （なし）                               | みんなのKEIBA 実況リポーター           |
| 2019.4                  | 2020.9 | （なし）                                       | ノンストップ! プレゼンター                                               | （なし）                                         | （なし）                                         | （なし）                               | みんなのKEIBA 実況リポーター           |
| 2020.10                 | 2022.3 | （なし）                                       | （なし）                                                                 | （なし）                                         | （なし）                                         | （なし）                               | みんなのKEIBA 実況リポーター           |
| 2022.4                  | 2022.9 | （なし）                                       | （なし）                                                                 | （なし）                                         | FNN Live News α フィールドキャスター1            | （なし）                               | みんなのKEIBA 実況リポーター           |
| 2022.10                 | 現在   | （なし）                                       | （なし）                                                                 | FNN Live News α フィールドキャスター             | FNN Live News α フィールドキャスター             | （なし）                               | みんなのKEIBA 実況リポーター           |
| 備考 - 1 黒瀬翔生の後任 |        |                                                |                                                                          |                                                  |                                                  |                                        |                                        |

### その他
- ディノスTHEストア（ナレーター）
- スポーツ中継（サッカー・バスケットボール・バレーボール・フィギュアスケート・陸上・駅伝・ゴルフなど）
- ダウンタウンなう（2016年7月22日）
- FNS27時間テレビフェスティバル!（2016年7月24日）  - 提供読み
- みんなのニュース（2016年9月12日・13日） - 夏休み中の木村拓也の代役
- うどんが主食presentsアナとウドン（2016年10月5日・2017年1月1日）
- FNNニュース（2016年12月31日昼・2017年12月31日夕方・2018年1月2日夜・2019年1月2日夕方）
- S-PARK（2021年4月25日、7月4日・25日、8月1日・22日、10月3日、2022年1月30日、3月13日、4月3日、5月8日・22日深夜）- ニュースキャスター
- FNN Live News days
  - （2019年8月24日）- 山中章子休暇時の代理メーンキャスター
  - （2022年1月28日）- 安宅晃樹休暇時の代理メーンキャスター[8]
- FNN Live News α
  - （2019年6月5日・6日・2020年8月31日・9月1日） - 内野泰輔休暇時の代理スポーツキャスター
  - （2022年1月31日・2月1日・8日・9日・14日 - 16日・21日・22日・28日） - 今湊敬樹2022年北京オリンピック現地取材時の主に月・火曜日代理フィールドキャスター（黒瀬翔生と交代で担当。）
  - （2022年6月8日） - 今湊敬樹不在時の代理フィールドキャスター
  - （2023年3月21日・7月26日） - 海老原優香不在・ポジション変更時の代理スポーツキャスター
- FNN緊急特報キャスター（2022年7月8日、安倍晋三元首相銃撃テロ）
  - 加藤綾子・榎並大二郎・三田友梨佳・内田嶺衣奈・海老原優香・安宅晃樹と共同で担当。
- スポーツ中継（野球）（2016年10月 - 2020年7月4日）
- BSフジLIVE プライムニュース（ニュース）（木曜）

## 競馬GI実況歴
日本国内
- NHKマイルカップ（2025年）
- ヴィクトリアマイル（2023年 ‐ 2024年）

海外
- 香港ヴァーズ（2021年 ‐ 2022年）
- 香港スプリント（2022年）
- ドバイターフ(2025年)
- ドバイワールドカップ(2025年)